# Civitanovese Calcio
La Società Sportiva Dilettantistica a r.l. Civitanovese Calcio, nota semplicemente come Civitanovese, è una società calcistica italiana con sede nella città di Civitanova Marche. I colori sociali sono il blu e il rosso anche se le maglie hanno cambiato spesso modo di essere: alcuni anni a righe, altre volte a scacchi il più delle stagioni metà rosse metà blu. Milita in Eccellenza, il quinto livello del campionato italiano di calcio.

## Storia

### Le origini
Nel 1919 nasce la Società Sportiva Portocivitanova (negli anni cambierà alcuni nomi fino a diventare semplicemente la Civitanovese) grazie alla volontà di alcuni cittadini, tra cui Gerardo Bella (primo presidente). L'avvio non è dei più semplici: il club non partecipa costantemente ai campionati, ma gioca solo delle amichevoli. Nel 1938 il regime fascista unifica la parte alta con la zona portuale, dando vita al Comune di Civitanova Marche. Così si decise di formare una squadra che potesse rappresentare in maniera adeguata la nuova realtà; grazie all'imprenditore Adriano Cecchetti il club cominciò a giocare in campionati federali di una certa importanza.
Nella stagione 1942-1943 il club riesce a giocare in Serie C; il primo derby contro la Maceratese viene perso per 1-2.

### Dopoguerra
Nel dopoguerra la Civitanovese gioca due campionati consecutivi in Serie C ('46-'47 e '47-'48 ), da lì in poi solo anni passati in Promozione Regionale dove in alcune stagioni si segnalano infuocati derby contro il Del Duca Ascoli, la Fermana, la Vis Sauro Pesaro e la Maceratese.

### Anni d'oro

Una formazione della stagione 1983-1984

Fino ai primi anni ottanta la squadra milita sempre tra D e Promozione, con qualche isolata annata di C unica ( '61-'62 e '62-'63 ); infatti a fine anni settanta viene promossa nella neo istituita Serie C2 e nella stagione 1980-1981 arriva seconda, dietro al Padova e davanti alla Maceratese, nel proprio girone così che l'anno successivo gioca in C1 girone B. L'annata è ricordata con grande entusiasmo in città perché dopo vent'anni la squadra tornò a giocare contro realtà ben più grandi di lei come: Ternana, Salernitana, Taranto, Livorno e altre ancora. I 27 punti accumulati non bastano e la retrocessione è inevitabile.

L'anno successivo in C2 è ancora seconda, dietro il Francavilla, e torna in C1 dove però retrocede di nuovo. Questi anni sono anche da ricordare per le molte amichevoli che grandi società di A decisero di giocare al Polisportivo di Civitanova; da ricordare quella contro il Milan, nota per essere la partita con più presenze di sempre al "Polisportivo", e quella contro la Roma di Carlo Mazzone. 

 Citanò rimane in C2 fino ai primi anni novanta: nel '93-'94 i rossoblù retrocessero dalla C2 gir. B dopo avere conquistato appena 26 punti (è l'annata dell'ultimo derby giocato tra i prof).

### Nuovo millennio
La seconda metà degli anni novanta sono caratterizzati da alti e bassi tra D, Eccellenza e addirittura anni di Promozione.

Con l'arrivo del nuovo millennio la Civitanovese torna in Eccellenza dove non riesce a regalare grandi soddisfazioni al proprio pubblico (2004-2005, 2006-2007, 2007-2008). I tifosi al termine della stagione '07-'08 chiesero chiarezza alla società e fecero capire che avrebbero voluto vedere la propria squadra tornare a giocare in categorie ben più consone alla piazza.

Nella stagione 2008-2009 il club ha partecipato all'Eccellenza Marche. Partita male, a novembre la Civitanovese chiama sulla panchina Osvaldo Jaconi che con un ottimo girone di ritorno conquista il 2º posto e porta il club ai play-off. La squadra arriva addirittura alla finale nazionale contro il Selargius, ma i rossoblù perdono 0-2 in Sardegna e non hanno successo nella gara di ritorno; la squadra viene però ammessa in serie D grazie al ripescaggio. Le tre annate successive sono di ottimo livello con il club che riesce a battere squadroni e a centrare i play-off senza però riuscire nell'impresa della promozione. La stagione 2012-2013 sarà quella del ritorno del "derby" con la Maceratese, con la vittoria casalinga per una rete a zero, del 20 gennaio 2013, grazie a una rete al 50° di Ekani, riscattando così la sconfitta, con il medesimo punteggio, subita all'andata. Una delle poche soddisfazioni di questa anonima stagione, con la Civitanovese, relegata nelle zone basse della classifica.

### L'era Di Stefano, il terzo fallimento e la ripartenza con Cerolini
Il 5 luglio 2013, inizia l'avventura per il nuovo presidente Attilio Di Stefano, che subentra dopo otto stagioni al presidente Antonelli.
Nel luglio 2014, cambia di nuovo la proprietà del sodalizio rossoblù: Di Stefano, dopo appena un anno, decide di passare la mano. Dopo una lunga trattativa, il presidente pescarese si accorda con una cordata portata dal direttore generale Giorgio Bresciani. L'ex calciatore di Torino, Napoli e Bologna conduce una contrattazione per conto della B&L Industries, azienda veneta leader del settore antinfortunistico, rappresentata dal direttore generale Luciano Patitucci e dall'amministratore delegato Sabrina Santinello. Questi, perfezionata l'iscrizione al campionato di Serie D, scongiurando così la sparizione della Civitanovese dal calcio nazionale, inizia a ristrutturare la società affidandone la guida tecnica a Antonio Mecomonaco.

Il logo della Civitanovese FC 1919 dichiarata fallita nel 2015

Il 29 giugno 2015 il tribunale di Macerata dichiara fallita la società. Il 4 luglio l'imprenditore Giuseppe Cerolini si assicura il complesso aziendale all'asta fallimentare. Il 7 agosto il Comitato Regionale ammette il nuovo sodalizio, denominato "Unione Sportiva Civitanovese Società Sportiva Dilettantistica a r.l.", in soprannumero al campionato regionale di Eccellenza.
Il 19 marzo 2016, la Civitanovese vince il campionato di Eccellenza con tre turni di anticipo tornando in Serie D a distanza di un anno.
Il 21 luglio 2016 il presidente Giuseppe Cerolini viene arrestato con il reato di frode fiscale. Il 13 marzo 2017 il Tribunale di Macerata dichiarerà la prescrizione del reato per tutti gli imputati, compreso Cerolini.
Nel frattempo, la squadra marchigiana, segnata anche dalle vicende riguardanti la precarietà della compagine sociale (a metà campionato Cerolini lascia la gestione nelle mani del direttore generale Gianni Rosati) e stravolta nella composizione della rosa, disputa un campionato di basso profilo, nonostante i tre avvicendamenti in panchina, classificandosi ultima e retrocedendo al termine del campionato.

### Il quarto fallimento e l'inizio dell'era Profili
Il 6 luglio 2017 il Tribunale di Macerata dichiara fallita la società. Il 12 luglio l'azienda con il titolo sportivo di Eccellenza viene rilevata all'asta fallimentare dall'imprenditore immobiliare Mauro Profili, il quale costituisce un nuovo sodalizio denominato "Società Sportiva Dilettantistica a r.l. Civitanovese Calcio". Tuttavia, a causa del mancato adempimento da parte della stessa società ai requisiti richiesti dalla federazione e cioè accollarsi ed aver assolto tutti i debiti sportivi della società cui è stata revocata l'affiliazione (art. 52 comma 3 NOIF) la Civitanovese calcio non verrà iscritta al campionato di Eccellenza (Figc affari legali e compliance, Prot. 10248/2017 - 10/08/2017; Comune Civitanova Marche, Prot. 0043709 - 11/08/2017). Il Comitato Regionale Marche dunque, non tenendo conto dell'acquisizione del titolo sportivo dal precedente sodalizio, ammette la nuova Civitanovese al campionato di Prima Categoria. Nella stagione 2017/18 si aggiudica il primo posto nel girone C del campionato di Prima Categoria Marche, agguantando così la promozione diretta nel Campionato regionale di Promozione. Nella stagione 2018/2019 viene aggregata al girone B di Promozione, permarrà nella categoria fino alla stagione 2022/23 che vincerà classificandosi prima nel girone B. Nella stagione 2023/24, disputa il Campionato regionale di Eccellenza. Inoltre, nella medesima stagione, si classifica primo nel girone unico. Di conseguenza ha il diritto di giocare nella Serie D 2024/25.

## Colori e simboli
In principio la squadra di Porto Civitanova indossava una maglia a righe giallorossa, dagli anni '30 iniziò a giocare con i colori rossoblù, probabilmente per volere del presidente Adriano Cecchetti, appassionato del Bologna. La divisa classica è composta dalla maglia rossoblù divisa a metà, negli anni '50 e '60 si è giocato anche con la maglia divisa in quattro quadrati sempre rossoblù, mentre negli anni '90 la maglia è stata prevalentemente a strisce.
| Inizi | Classica | Alternativa | Anni 90 |

## Allenatori e presidenti
Di seguito la cronologia di allenatori e presidenti:
- 1919-1942 ...
- 1942-1943  Luigi Cevenini
- 1943-1945 Il sodalizio è inattivo.
- 1945-1960 ...
- 1960-1961  Giovanni Landolfi
- 1961-1962  Dino Ballacci
- 1962-1963  Alfredo Mazzoni
- 1963-1969 ...
- 1969-1970  Adelmo Capelli
- 1971-1972  Carlo Visintin
- 1972-1974 ...
- 1974-1975  Mario Trebbi
- 1975-1977 ...
- 1977-1978  Armando Rosati
- 1978-1979  Armando Rosati
 Sergio Dal Miglio
- 1979-1980  Aldo Sensibile
- 1980-1981  Beniamino Di Giacomo
- 1981-1982  Gianni Balugani
- 1982-1983  Osvaldo Jaconi
- 1983-1984  Osvaldo Jaconi
 Corrado Viciani
 Osvaldo Jaconi
- 1984-1985  Aldo Sensibile
 Giancarlo Giulietti
- 1985-1986  Beniamino Di Giacomo
- 1986-1987  Marco Bozzi
- 1987-1988  Pierluigi Gambogi
- 1988-1989  Pierluigi Gambogi
 Francesco Conti
- 1989-1990  Aurelio Bufalari
- 1990-1991  Aurelio Bufalari
 Giancarlo Giulietti
- 1991-1993  Luciano Aristei
- 1993-1994  Gabriele Matricciani
 Luciano Aristei
 Giancarlo Giulietti
- 1994-1995  Pietro Ruisi
- 1994-1997 ...
- 1997-1998  Mario Vivani
- 1998-1999 ...
- 1999-2000  Enrico Piccioni
- 2000-2001  Domenico Izzotti
- 2001-2002  Gianluca Fenucci
- 2002-2003  Francesco Ferri
 Giuseppe Morlacco
- 2003-2004  Marco Romiti
- 2004-2005  Alessandro Porro
 Andrea Emili
- 2005-2006  Daniele Fanì
- 2006-2007  Francesco Tudisco
 Francesco Nocera
 Francesco Tudisco
- 2007-2008  Roberto Beni
- 2008-2010  Gabriele Consorti
Osvaldo Jaconi
- 2009-2010  Osvaldo Jaconi
 Giorgio Carrer
- 2010-2011  Gabriele Morganti
- 2011-2013  Giovanni Cornacchini
- 2013-2014  Osvaldo Jaconi
 Leonardo Gabbanini
- 2014-2015  Antonio Mecomonaco
 Giorgio Carrer
- 2015-2016  Marco Schenardi
 Massimo Paci
- 2016-2017  Bruno Caneo
 Roberto Cevoli
 Massimo Scoponi
- 2017-2018  Francesco Nocera
- 2018-2019  Davide De Filippis
 Emiliano Da Col
 Marco Pennacchietti
 Davide De Filippis
- 2019-2020  Davide De Filippis
 Massimo Ciocci
- 2020-2021:  Massimo Ciocci
- 2021-2022  Roberto Buratti
 Roberto Vagnoni
- 2022-2023  Francesco Nocera
- 2023-2024  Francesco Nocera
 Sante Alfonsi
- 2024-2025  Sante Alfonsi
 Stefano Senigagliesi
 Luigi Bugiardini

## Calciatori

### Hall of Fame
Di seguito la Hall of Fame dal vecchio sito ufficiale della società:
- Marone Rosati (?-?)
- Gianfrancesco Filippi (?-?)
- Pietro Virgili (?-?)
- Angelo Castronaro (1983-1985)
- Marco Romiti (1983-1985)
- Michele Morra (?-?)
- Giuseppe Giulietti (?-?)
- Lamberto Cellini (?-?)
- Carlo Ripari (1960-1963)
- Giorgio Carrer (?-?)
- Luciano Gallina (?-?)

## Palmarès

### Competizioni nazionali
- Serie D: 1

1960-1961 (girone E)

### Competizioni regionali
- Eccellenza: 3

1998-1999; 2015-2016, 2023-2024
- Promozione: 2

2003-2004 (girone B); 2022-2023 (Girone B)
- Prima Categoria: 1

2017-2018 (girone C)
- Coppa Italia Dilettanti Marche: 1

1997-1998

### Altri piazzamenti
- Serie C2:

Secondo posto: 1980-1981 (girone B), 1982-1983 (girone C)
Terzo posto: 1978-1979 (girone C), 1979-1980 (girone C), 1984-1985 (girone C)
- Serie D:

Secondo posto: 1965-1966 (girone E), 1966-1967 (girone E)
Terzo posto: 1975-1976 (girone D), 1976-1977 (girone D), 1977-1978 (girone D)
- Eccellenza:

Secondo posto: 2008-2009
- Promozione:

Secondo posto: 1954-1955, 1956-1957
Terzo posto: 2018-2019 (girone B)
- Coppa Italia Semiprofessionisti:

Semifinalista: 1979-1980

## Statistiche e record

### Partecipazione ai campionati nazionali
| Livello | Categoria                           | Partecipazioni | Debutto   | Ultima stagione | Totale |
| ------- | ----------------------------------- | -------------- | --------- | --------------- | ------ |
| 3º      | Serie C                             | 5              | 1942-1943 | 1962-1963       | 7      |
| 3º      | Serie C1                            | 2              | 1981-1982 | 1983-1984       | 7      |
| 4º      | Campionato Interregionale           | 1              | 1958-1959 | 1958-1959       | 34     |
| 4º      | Serie D                             | 19             | 1959-1960 | 2016-2017       | 34     |
| 4º      | Serie C2                            | 14             | 1978-1979 | 1993-1994       | 34     |
| 5º      | Campionato Interregionale - 2° cat. | 1              | 1957-1958 | 1957-1958       | 13     |
| 5º      | Campionato Nazionale Dilettanti     | 3              | 1994-1995 | 1998-1999       | 13     |
| 5º      | Serie D                             | 8              | 1999-2000 | 2013-2014       | 13     |

### Campionati Regionali
| Livello | Categoria              | Partecipazioni | Debutto   | Ultima stagione | Totale |
| ------- | ---------------------- | -------------- | --------- | --------------- | ------ |
| 1º      | Prima Divisione Marche | 4              | 1948-1949 | 1951-1952       | 18     |
| 1º      | Promozione Marche      | 5              | 1952-1953 | 1956-1957       | 18     |
| 1º      | Eccellenza             | 9              | 1997-1998 | 2023-2024       | 18     |
| 2º      | Promozione Marche      | 7              | 2002-2003 | 2022-2023       | 7      |

## Tifoseria

### Storia

Gli ultras civitanovesi durante una partita contro la Vis Pesaro della stagione 1989-1990.

Il fenomeno ultras approda a Civitanova Marche a cavallo fra gli anni settanta e ottanta. In occasione della promozione in Serie C1 nasce nel 1980 il "Commando Ultrà". Quattro anni dopo, nel 1984, nasce il gruppo trainante del tifo organizzato, le "Brigate Rossoblu" (BRB). Nel 1999 invece è la volta dei "Briganti".
Gli anni novanta segnano il lento declino della squadra, tuttavia grazie al ricambio generazionale vengono alla luce altri gruppi minori quali i "Randagi" (1990) e gli "Sconvolts" (1992), che verranno rifondati nel 1999.
La tifoseria civitanovese è fortemente politicizzata: gli ultras, le Brigate su tutti, sono vicini a posizioni di estrema sinistra, e fin dagli anni settanta appaiono sui gradoni del comunale bandiere rosse ed effigi di Che Guevara.
Nel dicembre 2014 le Brigate si sciolgono a causa di divergenze con gli altri gruppi organizzati, che da quel momento in poi si coalizzeranno in un'unica fazione: "Civitanovesi Ultras" che ebbero vita breve per via di divergenze interne..
Al seguito del fallimento della società avvenuto nel 2017, la Civitanovese ha ricominciato dalla Prima Categoria Marche ed in tale periodo la tifoseria organizzata non è stata presente al fianco della squadra. Dal 2021, la tifoseria della Civitanovese ha ricominciato a presenziare costantemente al Polisportivo e durante la stagione 2022/2023 è nato un nuovo gruppo organizzato: "Piazza Conchiglia".
La stagione 2023/2024, al termine della quale la Civitanovese ha trionfato nel campionato di Eccellenza Marche, con conseguente ritorno in Serie D a 7 anni di distanza dall’ultima volta, ha registrato un grandissimo seguito del popolo rossoblu con migliaia di tifosi a riempire tutte le gradinate del Polisportivo in più occasioni.
Il record di spettatori che ha assistito ad una partita risale al 19 agosto 1984: in occasione di un'amichevole estiva col Milan il Polisportivo fu gremito da circa ventimila spettatori, ben oltre la capienza omologata dell'impianto.

### Gemellaggi e rivalità
I supporters della Civitanovese sostengono dei gemellaggi con le tifoserie di Sambenedettese (dai primi anni ottanta), Sangiustese e Rimini (dai primi anni novanta).
All'estero ci sono buoni rapporti tra le Brigate Rossoblu e il gruppo Schickeria della tifoseria del Bayern Monaco.
Inoltre negli ultimi anni si sta ristabilendo un rapporto di amicizia con la tifoseria della Vigor Senigallia, un legame che negli anni ‘80 fu un gemellaggio ma che svanì col passare degli anni. 
Fra le rivalità, le più sentite sono con le tifoserie di Maceratese, Fano, Fermana, Jesina, Ternana e Teramo e Foligno Calcio. Con la Maceratese si gioca il Derby del Chienti, sentito da entrambe le parti.